# Taungkind

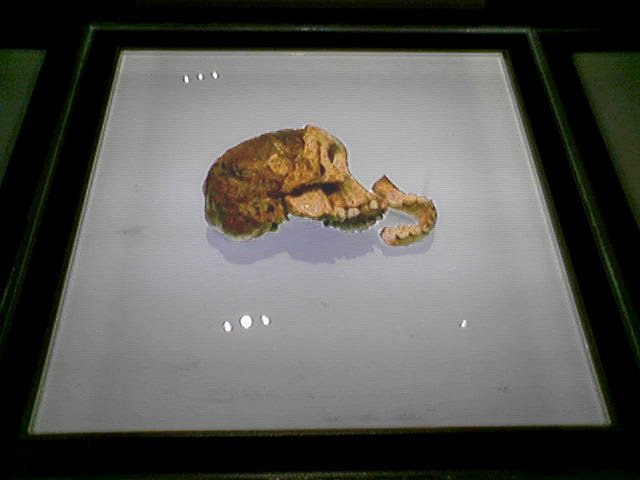
De schedel van het Taungkind

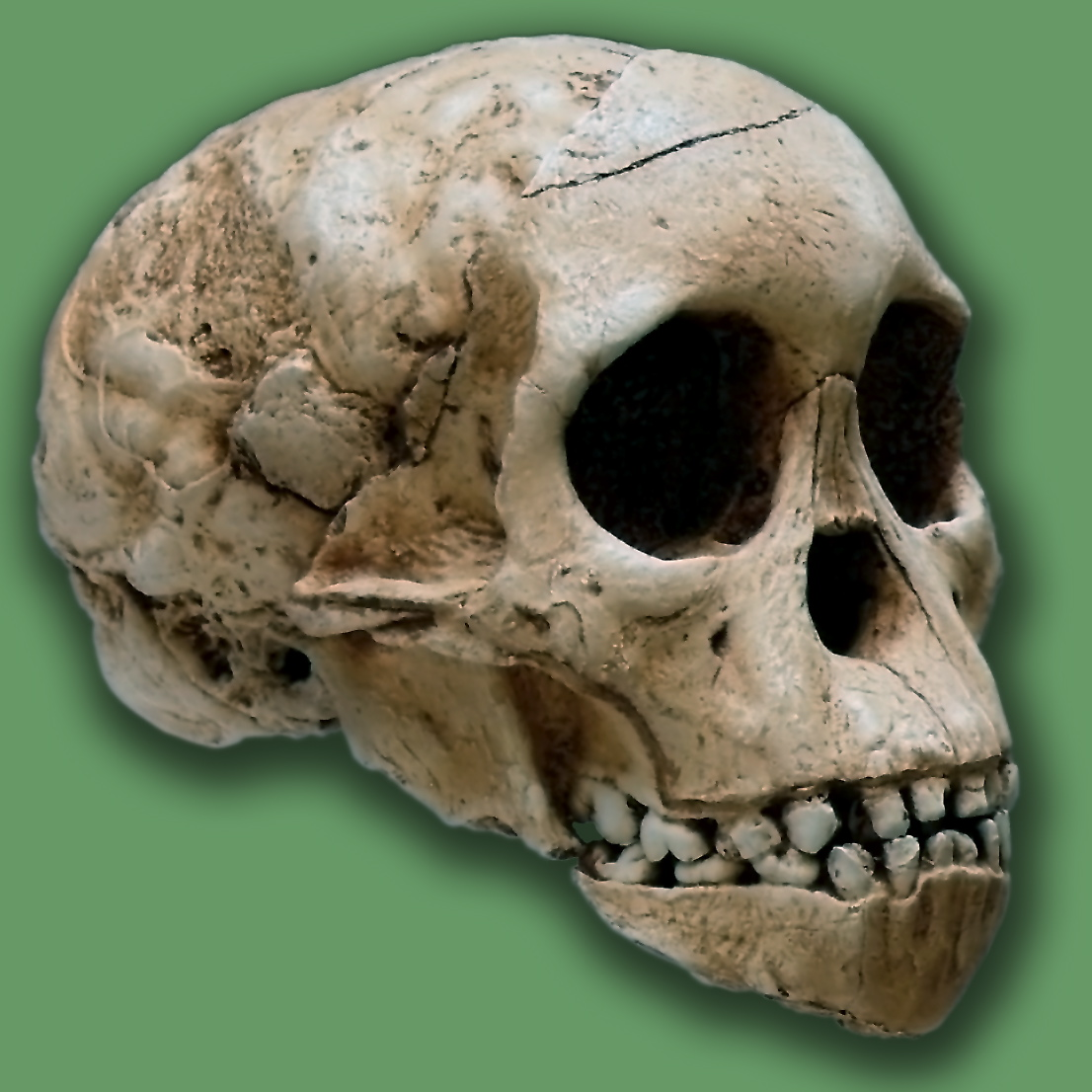
De schedel van het Taungkind

Het Taungkind (of Taung Child) is een fossiele schedel van de Australopithecus africanus. De schedel werd in 1924 in een kalkgroeve gevonden door arbeiders van de Northern Lime Company in Taung, Zuid-Afrika. Raymond Dart, een anatoom van de Universiteit van Witwatersrand, kreeg de schedel in zijn bezit en herkende het belang ervan. Hij publiceerde zijn ontdekking in 1925 in het tijdschrift Nature, waarin hij de schedel toeschreef aan een nieuwe soort. De belangstelling in Engeland ging in die tijd uit naar de vervalste fossielen van de Piltdown-mens, een later ontdekte vervalsing die een grote schedelomvang en tanden van een aapachtige zou hebben, precies het tegenovergestelde van het Taungkind. Raymond Darts vondst werd gedurende enkele tientallen jaren niet op waarde geschat.
Het Taungkind was waarschijnlijk op het moment van de dood zo'n 2,5 miljoen jaar geleden  6 tot 8 jaar oud. Het kind liep rechtop, was ongeveer 125 cm lang, woog ongeveer 30 tot 34 kg en had een herseninhoud van 405 cm3. Het leefde hoofdzakelijk in een savanne. Vergelijkingen met een 9 jaar oud kind wijzen erop dat de groeisnelheid tot de puberteit van de A. africanus hetzelfde was als van de tegenwoordige mensapen zoals de chimpansee. Soorten zoals de Homo ergaster/Homo erectus, met een groeisnelheid tussen die van de moderne mens en de mensapen, worden echter beschouwd als soorten tussen de moderne mens en de mensapen. Het bewijs hiervoor is hoofdzakelijk gebaseerd op de vondst van de Turkana Boy in 1984.
Begin 2006 werd door CNN aangekondigd dat het Taungkind waarschijnlijk om het leven was gekomen door een arend of vergelijkbare roofvogel. Men kwam tot deze conclusie doordat de beschadigingen aan de schedel en oogkassen vergelijkbaar zijn met die bij door arenden gedode mensapen.
De schedel bevindt zich in het bezoekerscentrum van de werelderfgoedlocatie Cradle of Humankind te Maropeng, Zuid-Afrika.